# Ernst August Schnittspahn

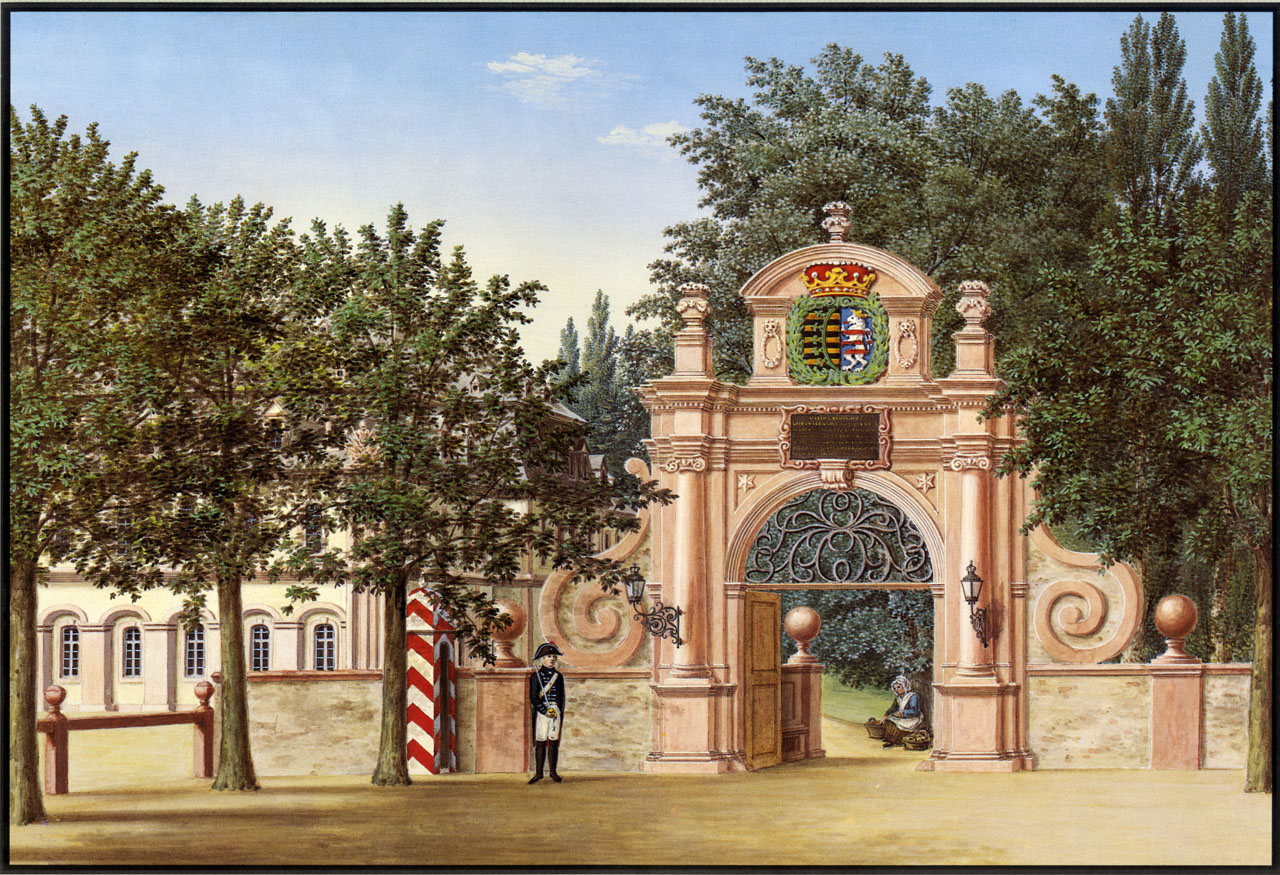
Darmstadt 1846

Ernst August Schnittspahn (* 17. April 1795 in Darmstadt; † 22. Mai 1882 ebenda) war ein deutscher Maler und Zeichner.

## Leben
Schnittspahn entstammte einer Darmstädter Familie von Hofgärtnern. Er wurde als zweiter Sohn des Johann August Schnittspahn (1763–1842) in Darmstadt geboren. Im Gegensatz zu seinen Brüdern Gottfried und Friedrich Georg schlug er nicht die Laufbahn des Gärtners ein, sondern wurde Künstler. Er begann seine künstlerische Ausbildung bei seinem Onkel, dem Maler Johann Friedrich Christoph Schnittspahn.
Er besuchte das Pädagog in Darmstadt. Danach erhielt er von Großherzog Ludewig I. von Hessen und bei Rhein ab 1818 eine vierteljährliche Unterstützung von 36 Gulden, die es ihm ermöglichte, eine Ausbildung, u. a. in München und Paris, zum Maler zu finanzieren. 1822 wurde er als Theatermaler am Darmstädter Großherzoglichen Hoftheater angestellt und wurde dieser Funktion für die Gestaltung von Bühnenbildern am in Darmstadt verantwortlich. Außerdem unternahm er zahlreiche Reisen durch die Region, um die Bau- und Gartendenkmäler der Residenzstadt und der Umgebung zu dokumentieren. 1826 Jahre später wurde er zum Hofmaler ernannt.
Er wurde am 28. Dezember 1880 nach über 58 Dienstjahren pensioniert. Zwei Jahre später verstarb er und wurde auf dem Alten Friedhof von Darmstadt bestattet (Grabstelle: I E 92).

## Werk
Schnittspahn schuf Stillleben, Porträts sowie Stadt- und Landschaftsdarstellungen. Zwischen 1839 und 1876 entstanden rund 150 farbig gefasste Zeichnungen von öffentlichen und privaten Gebäuden in Darmstadt und Umgebung. Schnittspahns Aquarelle sind nicht nur ästhetisch ansprechend, in ihrer Detailtreue und Farbigkeit beeindruckend, sondern auch von großer historischer Bedeutung. Sie zeigen das alte Darmstadt in einem Zustand, der durch den Zweiten Weltkrieg vollständig zerstört wurde. Sein Werk ist daher eine unschätzbare Quelle für die historische und baugeschichtliche Forschung. Sie zeigen die Stadt in einer Zeit, die durch Revolutionen, Kriege und die beginnende Industrialisierung geprägt war. Die Bilder vermitteln einen lebendigen Eindruck von der Stadt und der Region im 19. Jahrhundert. Sie zeigen die Architektur, die Straßen, Plätze und Gärten der Stadt. Außerdem geben sie einen Einblick in das gesellschaftliche Leben der Zeit. Die Motivauswahl von Schnittspahns Aquarellen ist nicht zufällig. Sie zeigt, was die Großherzöge in der Residenzstadt errichten, vor dem Verfall retten, umgestalten, pflegen oder nutzen ließ. So zeigt Schnittspahn beispielsweise das Renaissanceschloss, die alten Stadttore, den Herrngarten, das Pretlacksche Gartenhaus, den Weißen Turm, den Marktplatz mit Renaissancehäusern, die Orangerie und das Gartenhaus in dem ehemaligen Lustgarten des Fürstlichen Geheimen Rats und Generalleutnant Georg Ludwig von Werner. Auch Gebäude außerhalb von Darmstadt, wie das Fürstenlager in Auerbach und Schloss Wolfsgarten in Langen, sind in Schnittspahns Aquarellen zu sehen.
Schnittspahns Aquarelle gelten als Datterich in Farbe. Damit spielt sie auf die Lokalposse „Datterich“ von Ernst Elias Niebergall an, die in Darmstadt spielt und das Leben der Stadt im 19. Jahrhundert beschreibt. Schnittspahns Aquarelle vermitteln einen ähnlichen Eindruck von Darmstadt, wie er sich in der populären Literatur des 19. Jahrhunderts findet. Eine große Auswahl an Darstellungen der Darmstädter Bauwerke befinden sich heute im Schlossmuseum Darmstadt sowie in der Großherzoglich-Hessischen Porzellansammlung.
Für Schnittspahn waren die Stadt- und Landschaftsdarstellungen sehr profitabel: Der Großherzog bezahlte bis zu 46 Gulden, entspricht 80 Goldmark, pro Bild. Dies entsprach dem 15. Teil Schnittspahns Jahreseinkommens.

## Ehrungen
- 1858: Verleihung des Silbernen Kreuzes des Verdienstordens Philipps des Großmütigen
- 1869: Verleihung des Ritterkreuzes II. Klasse des Verdienstordens Philipps des Großmütigen
- 1872: Verleihung des Ritterkreuzes II. Klasse des Ludwigsordens